# Belesodon
Belesodon es un género extinto de eucinodontes que vivió durante el Triásico en Sudamérica; concretamente en la formación Santa María en Brasil.